# プロエイジ presents 森山良子 輝けるあなたへ
『プロエイジ presents 森山良子 輝けるあなたへ』（プロエイジ プレゼンツ もりやまりょうこ かがやけるあなたへ）は、JRN系列33局で放送されていたTBSラジオ製作のラジオ番組である。ユニリーバ（「ダヴ プロエイジ」名義）の一社提供。製作局のTBSラジオでは2007年9月2日から同年11月25日まで放送。

## 概要
自らの年齢をありのままに受け入れ、それにとらわれない生き方を楽しんでいる女性の応援番組をコンセプトにしたミニ番組。パーソナリティは、ダヴ プロエイジシャンプーのCM出演者である森山良子が務めていた。

## ネット局
特記のないデータは、すべて番組公式サイトにあった「放送ネット局情報」からの参考。
| 放送対象地域   | 放送局       | 系列         | 放送日時           | 備考                                           |
| -------------- | ------------ | ------------ | ------------------ | ---------------------------------------------- |
| 関東広域圏     | TBSラジオ    | JRN系列      | 日曜 9:55 - 10:00  | 製作局                                         |
| 中京広域圏     | 中部日本放送 | JRN系列      | 土曜 12:10 - 12:15 |                                                |
| 福岡県         | RKB毎日放送  | JRN系列      | 土曜 6:15 - 6:20   |                                                |
| 沖縄県         | 琉球放送     | JRN系列      | 日曜 7:55 - 8:00   |                                                |
| 北海道         | 北海道放送   | JRN・NRN系列 | 土曜 6:40 -        |                                                |
| 青森県         | 青森放送     | JRN・NRN系列 | 日曜 7:50 -        |                                                |
| 岩手県         | IBC岩手放送  | JRN・NRN系列 | 日曜 7:25 -        |                                                |
| 宮城県         | 東北放送     | JRN・NRN系列 | 土曜 10:25 -       |                                                |
| 秋田県         | 秋田放送     | JRN・NRN系列 | 日曜 7:10 -        |                                                |
| 山形県         | 山形放送     | JRN・NRN系列 | 日曜 16:55 -       |                                                |
| 福島県         | ラジオ福島   | JRN・NRN系列 | 日曜 8:25 -        |                                                |
| 新潟県         | 新潟放送     | JRN・NRN系列 | 日曜 12:35 -       |                                                |
| 富山県         | 北日本放送   | JRN・NRN系列 | 日曜 9:40 -        |                                                |
| 石川県         | 北陸放送     | JRN・NRN系列 | 日曜 8:25 -        |                                                |
| 福井県         | 福井放送     | JRN・NRN系列 | 日曜 9:55 -        |                                                |
| 山梨県         | 山梨放送     | JRN・NRN系列 | 日曜 6:50 -        |                                                |
| 長野県         | 信越放送     | JRN・NRN系列 | 土曜 7:25 -        |                                                |
| 静岡県         | 静岡放送     | JRN・NRN系列 | 日曜 17:55 -       |                                                |
| 近畿広域圏     | 朝日放送     | JRN・NRN系列 | 土曜 9:36 -        | 『ドッキリ!ハッキリ!三代澤康司です』内で放送   |
| 和歌山県       | 和歌山放送   | JRN・NRN系列 | 土曜 6:45 -        |                                                |
| 鳥取県・島根県 | 山陰放送     | JRN・NRN系列 | 日曜 16:25 -       |                                                |
| 岡山県         | 山陽放送     | JRN・NRN系列 | 日曜 6:55 -        |                                                |
| 広島県         | 中国放送     | JRN・NRN系列 | 日曜 6:30 -        |                                                |
| 山口県         | 山口放送     | JRN・NRN系列 | 日曜 6:50 -        |                                                |
| 徳島県         | 四国放送     | JRN・NRN系列 | 日曜 9:55 -        |                                                |
| 香川県         | 西日本放送   | JRN・NRN系列 | 土曜 17:15 -       |                                                |
| 愛媛県         | 南海放送     | JRN・NRN系列 | 日曜 8:50 -        | 『宇都宮民のビューティフルモーニング』内で放送 |
| 高知県         | 高知放送     | JRN・NRN系列 | 日曜 8:55 -        |                                                |
| 長崎県・佐賀県 | 長崎放送     | JRN・NRN系列 | 土曜 17:30 -       |                                                |
| 熊本県         | 熊本放送     | JRN・NRN系列 | 日曜 6:10 -        |                                                |
| 大分県         | 大分放送     | JRN・NRN系列 | 日曜 6:55 -        |                                                |
| 宮崎県         | 宮崎放送     | JRN・NRN系列 | 日曜 6:40 -        |                                                |
| 鹿児島県       | 南日本放送   | JRN・NRN系列 | 日曜 10:10 -       |                                                |